# Ogygias
Ogygias (altgriechisch Ὠγυγιάς Ogygiás) ist in der griechischen Mythologie eine Tochter des Zeus und der Eurynome. 
Der Name weist auf das feuchte Element des Ogyges, also des Okeanos hin.